# Спілка українських журналістів на еміграції
Спілка Українських Журналістів на Еміграції (СУЖ) — організація українських журналістів, що перебували на політичній еміграції, яка постала на Першому Загальному З'їзді Українських Журналістів 2 і 3 червня 1946 в Діллінґені, Німеччина, та об'єднувала понад 100 членів (у 1954 — близько 50).
Мета З'їзду: зробити перегляд та зорганізувати на професійній основі всіх українських працівників преси. Унаслідок дводенних нарад, що вичерпали усі актуальні громадські та професійні питання, створено СУЖ та покликано до життя керівні органи. У проводі СУЖ став найстарший віком і стажем український журналіст д-р Степан Баран.
Згодом головували: М. Лівицький, М. Коновалець, Д. Андрієвський, В. Стахів, З. Пеленський, В. Штелень, М. Стиранка.